# Гуска глоговњача
Гуска глоговњача је гуска која се гнезди у северној Европи и Азији. Постоје два варијетета ове врсте, где један насељава тајгу, а други тундру. Препознате су као одвојене врсте — гуска глоговњача тајге (Anser fabalis) и гуска глоговњача тундре (Anser serrirostris) од стране Америчке Орнитолошке Уније и Интернационалне Уније Орнитолога, али их друге релевантне институције попут Британске Орнитолошке Уније сматрају једном врстом. Ово је миграторна врста која зимује на југу Европе и Азије.

## Опис
Дужина варира од 68 до 90 центиметара, са распоном крила 140—174 центиметара и тежином од 1,7 до 4 килограма. Код номиналне подврсте, мужјак је у просеку 3,2 килограма тежак, а средња тежина женки износи 2,84 килограма. Кљун је црн у бази и на врху, са наранџастим појасом у средини. Ноге и стопала су јарконаранџасто обојени. Покровна пера горњег дела крила су тамнобраон, слично као код лисасте и мале лисасте гуске.
Оглашава се гласним трубљењем, са високотонским секвенцама код мањих подврста.
Блиско сродна краткокљуна гуска (A. brachyrhynchus) има краћи кљун са розе појасом на средини кљуна. Ноге су розе, а покровно перје крила је скоро идентично оном код дивље гуске. По величини и облику кљуна је јако слична Anser fabalis rossicus, а у прошлости је сматрана шестом подврстом гуске глоговњаче.

## Таксономија
Биномијално име које носи долази од зимских пашњака (поља грашкастих биљних засада) на којима се ова врста најчешће сретала. Anser је латинско име за "гуску", а fabalis потиче од латинске речи faba што значи боб.
Постоји пет подврста, са комплексним варијацијама у величини тела и кљуна, али и обојености. Генерално, величина тела расте идући од севера ка југу и од запада ка истоку. Неки орнитолози су врсту поделили у две врсте на основу гнездећег станишта, те отуда гуска глоговњача тајге и гуска глоговњача тундре.
Гуска глоговњача тајге (Anser fabalis у ужем смислу) (Latham, 1787)
- (Latham, 1787): од Скандинавије до Урала. Велика; дугачак и узак кљун, са широким наранџастим појасом.  је врста која је обухваћена "Споразумом о заштити афричко-азијских миграторних птица мочварица" (AEWA).
- (Delacour, 1951): Западносибирска тајга. Велика; дугачак и узак кљун, са уским наранџастим појасом.
- (Severtzov, 1873): Источносибирска тајга. Врло велика; са дугачким и гломазним кљуном и уским наранџастим појасом.

Гуска глоговњача тундре (Anser serrirostris, ако се посматра као одвојена врста) (Gould, 1852)
- (Buturlin, 1933): Северноруска тундра до Тајмирског полуострва. Мала; са кратким и чврстим кљуном и уским наранџастим појасом.  је врста која је обухваћена "Споразумом о заштити афричко-азијских миграторних птица мочварица" (AEWA).
- (Gould, 1852): Источносибирска тундра. Велика; са дугачким и гломазним кљуном и уским наранџастим појасом.

## Распрострањење
Гуска глоговњача тајге (Anser fabalis fabalis) која зимује у Европи долази трима миграторним правцима: западним, централним и источним путевима, што је доказано анализом стабилних изотопа сакупљених са њихових летних пера. Гуска глоговњача је ретка зимовалица Србије.